# 566 Stereoskopia
566 Stereoskopia eller 1905 QO är en stor asteroid i huvudbältet, som upptäcktes 28 maj 1905 av den tyske astronomen Paul Götz i Heidelberg. Den är uppkallad efter Stereokomparator, en apparatur för att jämföra astronomiska fotografier.
Asteroiden har en diameter på ungefär 167 kilometer och den tillhör asteroidgruppen Cybele.